# 顧溥
顧溥（1461年—1503年7月7日），河南行省揚州路江都縣（今江蘇省揚州市）人，明朝軍事將領。顧成的玄孫、顧統的曾孫、顧興祖之孙，顾玘子，成化九年繼承堂兄顾淳的鎮遠侯爵位。

## 生平
顧溥掌管五軍右掖。弘治二年，升爲平蠻將軍，鎮守湖廣。剛抵達后，就逮捕斬殺苗中首惡。三年后，貴州都勻苗乜富架作亂，自稱都順王。顧溥擔任總兵官，率領八萬部隊討伐。其分兵五路同時并進，斬殺富架等萬人。后加封為太子太保，增祿二百石。召入提督團營，掌前軍都督府事。弘治十六年去世，謚襄恪。其為人清廉守法，死時家無余產，而由英國公張懋出布帛籌錢入斂。其子顧仕隆繼承侯爵爵位。